# The Drummer's Note Book
The Drummer's Note Book è un cortometraggio muto del 1913 diretto da Phillips Smalley.

## Produzione
Il film fu prodotto dalla Crystal Film Company.

## Distribuzione
Distribuito dall'Universal Film Manufacturing Company, uscì nelle sale cinematografiche USA il 30 marzo 1913.